# Kaisersesch
Kaisersesch (en allemand : /kaɪ̯zɐsˈʔɛʃ/ ) est une petite ville allemande, située en Rhénanie-Palatinat dans la région de l'Eifel.

## Lieux et monuments
L'église de Kaisersesch possède un clocher tors, c'est-à-dire dont la flèche est en spirale.